# Quân kháng chiến của Chúa

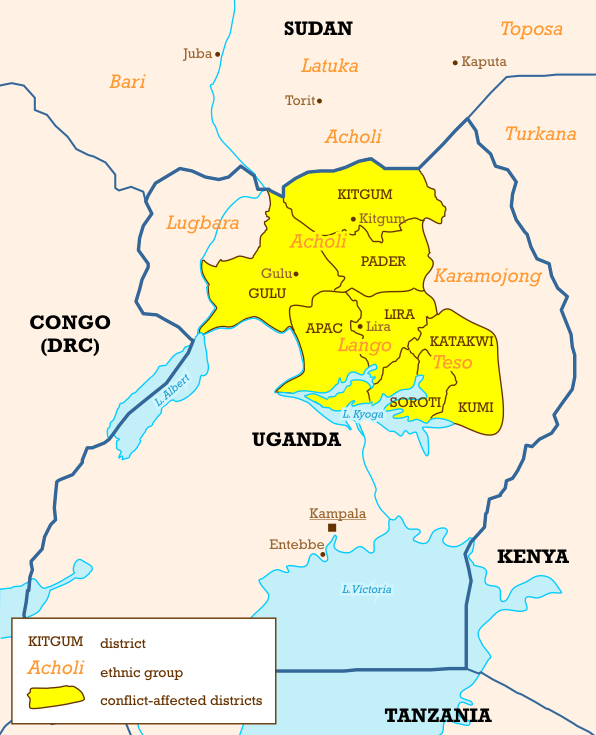
Địa bàn hoạt động của Quân kháng chiến của Chúa

Quân kháng chiến của Chúa (cũng gọi là Phong trào kháng chiến của Chúa, tiếng Anh: Lord's Resistance Army (LRA)) một tổ chức (nhóm) tôn giáo và chiến binh hoạt động ở phía bắc Uganda và Nam Sudan. Tuy nhiên, nhóm này hiện đang bị Hoa Kỳ liệt kê như là một tổ chức khủng bố. LRA được thành lập vào năm 1987 và cho đến khoảng năm 2007 nó đã tham gia trong một cuộc nổi dậy vũ trang chống lại chính phủ Uganda. Nhóm vũ trang này được dẫn dắt bởi Joseph Kony, người tự xưng là "phát ngôn viên" của Thiên Chúa và một phương tiện tinh thần, chủ yếu là của Chúa Thánh Linh - điều mà các nhóm vũ trang tin rằng họ có thể đại diện bằng nhiều biểu hiện.
Nhóm này dựa trên một số tín ngưỡng khác nhau bao gồm các nghi lễ tôn giáo địa phương, chủ nghĩa thần bí, truyền thống tôn giáo, chủ nghĩa dân tộc Acholi và Kitô giáo  và tuyên bố là thiết lập một nhà nước thần quyền dựa trên Mười Điều Răn và truyền thống địa phương Acholi.
Quân kháng chiến của Chúa bị cáo buộc vi phạm nhân quyền phổ biến rộng rãi, bao gồm cả giết người, bắt cóc, cắt bộ phận cơ thể của nạn nhân, bắt phụ nữ và trẻ em gái làm nô lệ tình dục, ép buộc nam thiếu niên tham gia vào chiến sự. Kony đã bị Tòa án Hình sự quốc tế ở La Hay, Hà Lan cáo buộc các tội ác chiến tranh và tội ác chống lại loài người. Nhóm này thường hoạt động chủ yếu ở miền bắc Uganda và ở Nam Sudan, Cộng hòa Trung Phi và Cộng hòa Dân chủ Congo.
Ngày 14 tháng 10 năm 2011, tổng thống Hoa Kỳ Barack Obama đã ra lệnh triển khai 100 binh sĩ Mỹ để giúp các lực lượng khu vực chiến đấu Quân đội Kháng chiến của Chúa với lý do quân đội này "tiếp tục gây ra các tội ác ở Cộng hòa Trung Phi, Cộng hòa Dân chủ Congo và Nam Sudan, tác động xấu đến tình hình an ninh khu vực" trong khi các nỗ lực quân sự trong khu vực "cho đến nay vẫn chưa thành công trong việc loại bỏ chỉ huy LRA Kony hay các thuộc hạ của y" Tổng thống Hoa Kỳ cho rằng "Tôi tin rằng việc triển khai các lực lượng vũ trang Mỹ làm tăng thêm Mỹ lợi ích an ninh quốc gia và chính sách đối ngoại".

## Lịch sử
Năm 1988, Alice Lakwena thành lập Phong trào Chúa Thánh Linh, một phong trào kháng chiến tuyên bố được truyền cảm hứng bởi Chúa Thánh Linh của Cơ đốc giáo. Bà tự miêu tả mình là một vị tiên tri, đã nhận được thông điệp từ Thánh Linh của Thiên Chúa. Bà bày tỏ niềm tin rằng Acholi có thể đánh bại chính phủ được điều hành bởi Museveni bằng cách đúc phù thủy và linh nhúng trong văn hóa của họ.
Joseph Kony sau này rao giảng một sự mê tín tương tự như khuyến khích binh sĩ sử dụng dầu để vẽ một cây thánh giá trên ngực của họ để bảo vệ khỏi đạn. Trong một cuộc phỏng vấn với Jimmie Briggs, Alice Lakwena tuyên bố rằng họ không muốn họ giết dân thường hoặc những tù nhân binh. Trong khi đó, Kony đã đạt được danh tiếng sở hữu linh hồn. Ông đã trở thành một nhân vật tinh thần, phương tiện truyền thông. Lakwena lập được nhiều chiến thắng quan trọng trên chiến trường và bắt đầu một cuộc hành quân tiến đến Kampala. Kony đã nắm lấy cơ hội này để tuyển dụng thành viên của Quân đội Dân chủ Nhân dân Uganda (UPDA) và các tàn dư Chúa Thánh Thần. Năm 1988, khi Lakwena đã bị đánh bại ở Jinja và chạy trốn đến Kenya, Kony đã trở thành lãnh đạo của Chúa Thánh Thần một số năm sau đó.

## Tư tưởng
Hệ tư tưởng các của Quân kháng chiến của Chúa là đang là đề tài gây tranh cãi giữa các học giả mặc dù LRA cơ bản được xem là một lực lượng quân sự Christian. Mặc dù LRA đã được coi chủ yếu là một lực lượng dân quân Thiên chúa giáo, đội quân này đôi khi là chủ nghĩa dân tộc Acholi, nhưng sự chân thành của hành vi này và lòng trung thành của Kony hệ tư tưởng hoặc được coi là cực kỳ mơ hồ bởi nhiều nhà quan sát.
Robert Gersony, trong một báo cáo được tài trợ bởi Đại sứ quán Hoa Kỳ tại Kampala vào năm 1997, kết luận rằng "LRA đã không có chương trình chính trị hoặc hệ tư tưởng, ít nhất là không có người dân địa phương đã nghe hoặc có thể hiểu". Nhóm Khủng hoảng Quốc tế nói rằng "LRA không được thúc đẩy bởi bất kỳ chương trình nghị sự chính trị nào và chiến lược quân sự và chiến thuật của nó phản ánh điều này".
IRIN bình luận rằng "LRA vẫn là một trong các phong trào nổi dậy ít được người ta hiểu nhất trên thế giới, và hệ tư tưởng của nó, nếu như tổ chức này có, khó để hiểu". Trung tá Shaban Bantariza của UPDF đã nói rằng "bạn không thể xác định rõ họ có muốn quyền lực chính trị hay không. Mục đích duy nhất của lực lượng này là khủng bố và đối xử với người dân hung bạo và cướp nhà của họ".